# 三重证据法
三重證據法是建基于王国维二重證據法的考据方法。对于三重證據法，有兩種不同的体现。

## 饒宗頤的三重證據法
饒宗頤的三重證據法是在二重證據法的基础上，将考古材料又分為兩部分——考古資料和古文字資料。三重證據便是有字的考古資料、沒字的考古資料和史书上之材料。李學勤对此‘三重證據法’十分认同。

## 葉舒憲的三重證據法
葉舒憲的三重證據法是在二重證據法的基础上，再加上文化人類學的資料與方法的運用。葉舒憲的三重證據法是考據學、甲骨學和人類學互相溝通結合的結果。